# Просенко, Александр Евгеньевич
Александр Евгеньевич Просенко (1947—2019) — советский и российский учёный в области химии, доктор химических наук (2010), профессор (2013), заслуженный профессор НГПУ (2016). Заслуженный работник высшей школы Российской Федерации (2000).

## Биография
Родился 2 мая 1947 года в селе Новосёлово Колпашевского района Томской области.
С 1971 года после окончания Новосибирского государственного университета работал на кафедре неорганической химии. С 1977 года работал в Новосибирском государственном педагогическом университете — ассистентом, старшим преподавателем, доцентом и профессором кафедры химии.
В 2000 году защитил кандидатскую диссертацию на тему: «ω-(4-Гидроксиарил) галогеналканы и серосодержащие антиоксиданты на их основе», в 2010 году — докторскую диссертацию по теме: «Полифункциональные серо-, азот-, фосфорсодержащие антиоксиданты на основе алкилированных фенолов: синтез, свойства, перспективы применения». В 2001 году присвоено учёное звание доцента. В 2013 году присвоено учёное звание профессора.
С 1989 по 1995 и с 2001 по 2019 годы — заведующий кафедрой химии НГПУ, в 2015 году решением Президиума РАЕН кафедра химии под руководством профессора А. Е. Просенко «за заслуги в области развития отечественного образования» была награждена дипломом «Золотая кафедра России». Одновременно с 2007 по 2012 годы — директор Института естественных и социально-экономических наук (ИЕСЭ НГПУ).
С 2003 по 2019 годы — основатель и бессменный директор НИИ химии антиоксидантов (НИИХА НГПУ), основными направлениями деятельности НИИХА НГПУ под руководством А. Е. Просенко являлись проведение научных исследований в области синтеза, изучения свойств и биологической активности полифункциональных антиоксидантов фенольного типа, развитие вузовской науки и привлечение студентов, аспирантов и молодых учёных к исследованиям в области органической и биоорганической химии, решению проблем свободнорадикальной биологии и медицины. В 2013 году НИИ химии антиоксидантов НГПУ под руководством профессора А. Е. Просенко был награждён РАН, МГУ и Международным фондом «Научное партнёрство» памятной медалью Памяти академика Н. М. Эмануэля «за достижения в области химической и биохимической физики».
Профессор А. Е. Просенко более двадцати лет осуществлял руководство комплексной университетской темой «Синтез и исследование полифункциональных фенольных антиоксидантов», за этот период им и его учениками были проведены обширные исследования в области структурной модификации фенольных соединений, разработаны инновационные пути функционализации алкилфенолов галоген-, кислород-, серо-, селен-, азот- и фосфорсодержащими группами, изучена кинетика и механизм протекания ряда синтетически ценных превращений, на основе созданных синтетических подходов осуществлен направленный синтез десятков новых практически ценных соединений, включая стабилизаторы полимерных материалов, антиоксиданты для технических масел и пищевых жиров, биологически активные вещества. В последние годы А. Е. Просенко активно занимался созданием фармакологически активных антиоксидантов для практического использования в профилактике и терапии различных свободно радикальных патологий, включая такие социально значимые заболевания как гепатиты и злокачественные новообразования. Профессором А. Е. Просенко были получены уникальные соединения, позитивно влияющие на реологию крови и агрегацию тромбоцитов. Созданные профессором А. Е. Просенко антиоксидантные препараты, эффективно защищающие живой организм от побочного действия химиопрепаратов без снижения их терапевтического действия и обладающие собственной противоопухолевой активностью без проявления токсических свойств, не имеют аналогов в мировой практике и, без сомнения, соответствуют уровню передовых отечественных и мировых технологий.
Помимо основной деятельности с 1990 по 1994 и с 1997 по 1998 годы являлся депутатом Новосибирского областного Совета, заместителем председателя Комиссии по науке и народному образованию, членом малого Совета. Участвовал в разработке многих постановлений и законов, связанных с развитием науки и образования в регионе.
Умер 14 ноября 2019 года в Новосибирске. Похоронен на Заельцовском кладбище (квартал 103).

## Патенты
- Полимерная композиция (№ 979428)
- Полимерная композиция (№ 988840)
- Способ получения 3,5-ди-трет-бутил-4- оксифенилалкилмеркаптанов (№ 1074865)
- Полимерная композиция (№ 1118654)
- 3,5-ди-трет-бутил-4-оксифенилалкилтиоэфир карбоновой кислоты в качестве термостабилизатора полиэтилена и композиция на основе полиэтилена (№ 1131869)
- Полимерная композиция (№ 1154296)
- Способ получения 4-оксифенилхлоралканов (№ 1162781)

## Награды
- Заслуженный работник высшей школы Российской Федерации (2008)
- Почётный работник высшего профессионального образования Российской Федерации (2004)
- Бронзовая медаль ВДНХ (1987 — «за разработку способа получения стабилизатора полимерных материалов СО-3»)
- Медаль «Памяти академика Н. М. Эмануэля» (2013 — «за достижения в области химической и биохимической физики»)
- Заслуженный профессор НГПУ (2016)